# Praha-Těšnov (nádraží)
Praha-Těšnov (Denisovo nádraží) bylo nádraží, které patřilo k trojici železničních stanic ve vnitřní Praze spolu s hlavním a Masarykovým nádražím. Otevřeno bylo v roce 1875, uzavřeno v roce 1972 po zastavení osobní dopravy na trati z Vysočan. Severní křídlo nádraží bylo následně zbořeno v souvislosti s výstavbou Severojižní magistrály. Zbývající části (odjezdová hala s triumfálním obloukem a jižní křídlo) byly odstřeleny v roce 1985.

## Poloha a vznik nádraží

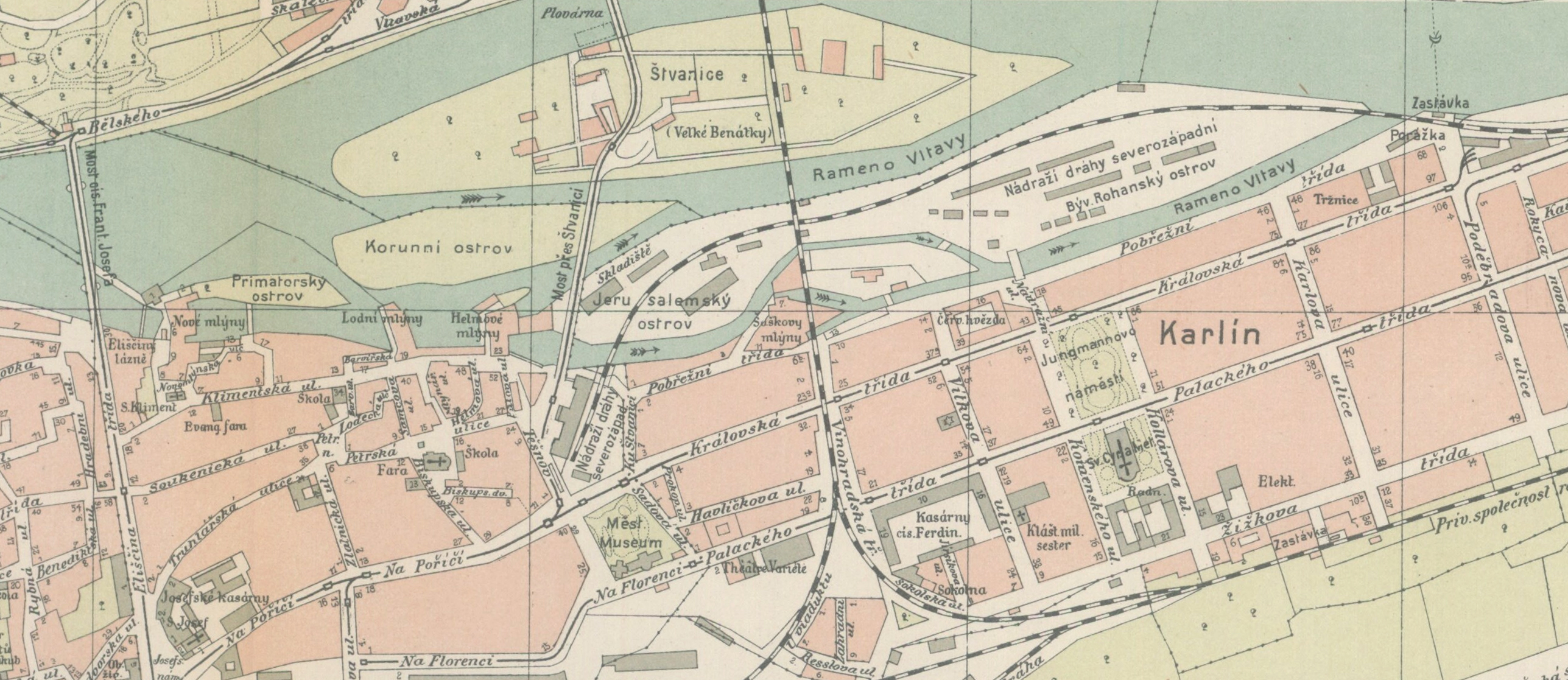
Mapa oblasti v době kolem roku 1910

Nádraží se nacházelo na území Karlína v Praze 8 (výpravní budova čp. 562), na pomezí s Novým Městem. Bylo vybudováno v letech 1872–1875 jako konečná stanice tehdy dostavěné Rakouské severozápadní dráhy (ÖNWB). Osobní část nádraží se nacházela místě zaniklé vesnice Těšnov, kde předtím jako součást městského opevnění stávala Petrská brána, zvaná též Poříčská, později Špitálská (podle Špitálského pole, dnešního Karlína). Také se zde říkalo „V zahradách Těšnovských“. Nejprve bylo vybudováno prozatímní koncové nádraží na Rohanském ostrově, které až do výstavby reprezentativní budovy sloužilo odbavování cestujících a po dokončení stanice se stalo jejím nákladním obvodem. 10. května 1875 pak byla předána provozu i reprezentativní hlavní budova nádraží.
Rakouská severozápadní dráha spojující Vídeň s Berlínem původně Prahu míjela. Hlavní trať vedla z Nymburka přes Starou Boleslav a Mělník k Děčínu, posléze však byla vybudována také odbočná trať z Lysé/L. do Prahy.

## Pojmenování
Od počátku až do roku 1919 neslo i přes zestátnění Rakouské severozápadní dráhy v roce 1908 nádraží původní název Praha – severozápadní nádraží. V roce 1919 bylo pojmenováno po francouzském historikovi, politikovi a slavistovi Ernestu Denisovi Praha – Denisovo nádraží. Za okupace od roku 1940 do roku 1945 bylo přejmenováno na Praha – Vltavské nádraží (Moldau Bahnhof). V roce 1945 byl obnoven název Praha – Denisovo nádraží. Od 1. ledna 1953 do roku 1972 neslo nádraží svůj poslední název Praha-Těšnov.

## Exteriér a interiér

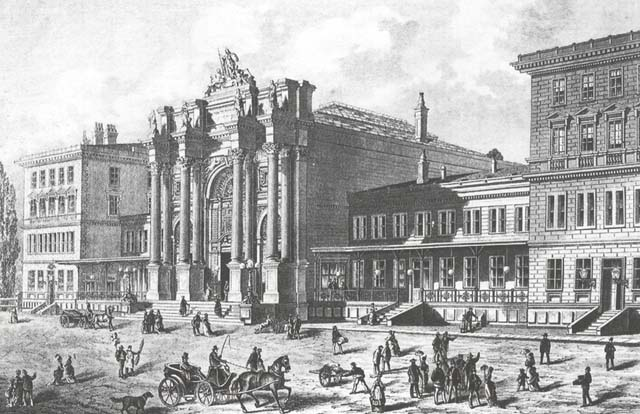
Nádraží krátce po dostavbě (kresba Františka Chalupy)

Komplex novorenesančních objektů tvořící hlavní budovu nádraží byl dílem českého architekta Carla Schlimpa, profesora na vídeňské technice. Střední trojkřídlá monumentální budova o délce 115 m, která byla vstupem do odjezdové haly nádraží, měla formu klasického monumentálního vítězného oblouku – s jedním centrálním obloukem a dvěma postranními oblouky s korintským sloupovím. Nad těmito čtyřmi korintskými sloupy stály čtyři alegorické sochy znázorňující Obchod, Vědu, Průmysl a Hospodářství. Na samém vrcholu budovy pak bylo umístěno alegorické sousoší Austrie, po stranách Orba a Průmysl. Stěny, římsy a stropy interiéru měly štukové dekorace, zdobily je závěsné lustry. Pravé, jižní křídlo s bohatě zdobeným reprezentačním salonem a čekárnou bylo ukončeno čtyřpodlažní budovou, v níž byla přízemní restaurace. Levé, severní křídlo sloužilo jako příjezdový trakt a byly zde umístěny kanceláře. Odjezdová hala s věšadlovou stropní konstrukcí byla vyzdobena portréty měst, jimiž procházela někdejší Rakouská severozápadní dráha. Interiér doplňovala v litině provedená sochařská výzdoba. Proto je nádraží Těšnov i dnes považováno např. odborníky na architekturu za jednu z nejkrásnějších nádražních budov střední Evropy.

## Provozní uspořádání

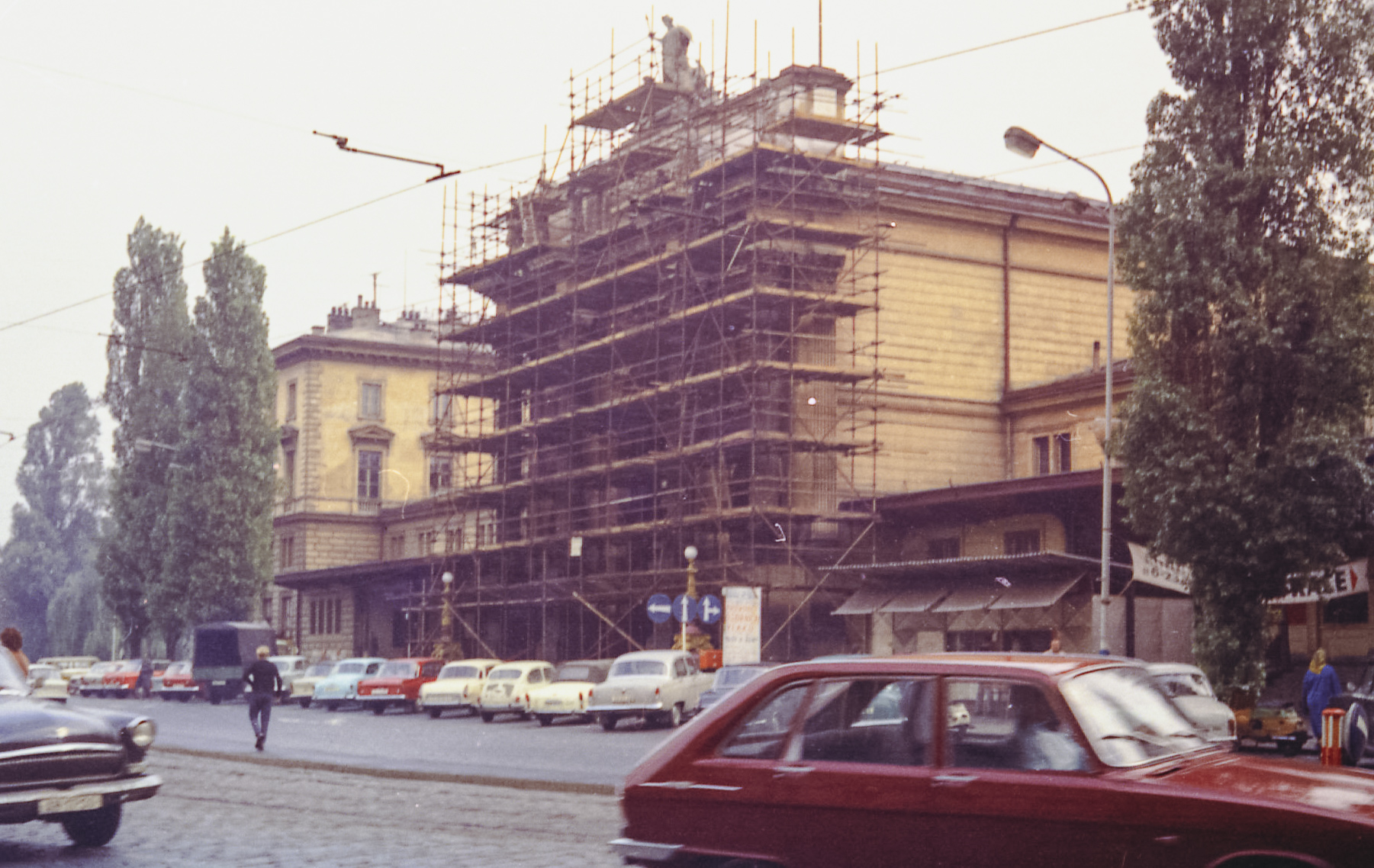
Nádraží v roce 1967

Po většinu své existence bylo nádraží rozděleno na hlavní dva prostorově oddělené, nicméně funkčně provázané celky – prostor nádraží na západ a na východ od Negrelliho viaduktu. Prostor východně od viaduktu sloužil po většinu existence stanice jako nákladové nádraží o sedmi dopravních kolejích a jedné koleji pro příjezd do osobního obvodu. Prostor na západ pak byl rozdělen na dvě zčásti funkčně také oddělené celky – osobní nádraží a oblast výtopny (depa) – které byly z hlediska uspořádání kolejí navzájem oddělené. Vedle těchto hlavních částí zde existovalo ještě několik dalších prostorů s manipulačními kolejemi.
Prostor osobního nádraží byl relativně stísněný. Byly zde tři dopravní koleje sloužící odbavování cestujících – dvě koleje pro nástup do vlaků a jedna pro výstup z vlaků, tyto koleje byly kusé, nádraží bylo tedy stanicí hlavovou. Původně byly všechny tři koleje vybaveny též malými točnami, do nichž byla zaústěna kolmá kolej, toto uspořádání bylo odstraněno po první světové válce. Vzhledem k absenci další koleje bylo nutné ihned po výstupu cestujících vlak odsunout až do prostoru nákladového nádraží východně od viaduktu, aby se v příjezdové koleji uvolnilo místo pro další přijíždějící vlak.

## Zánik nádraží

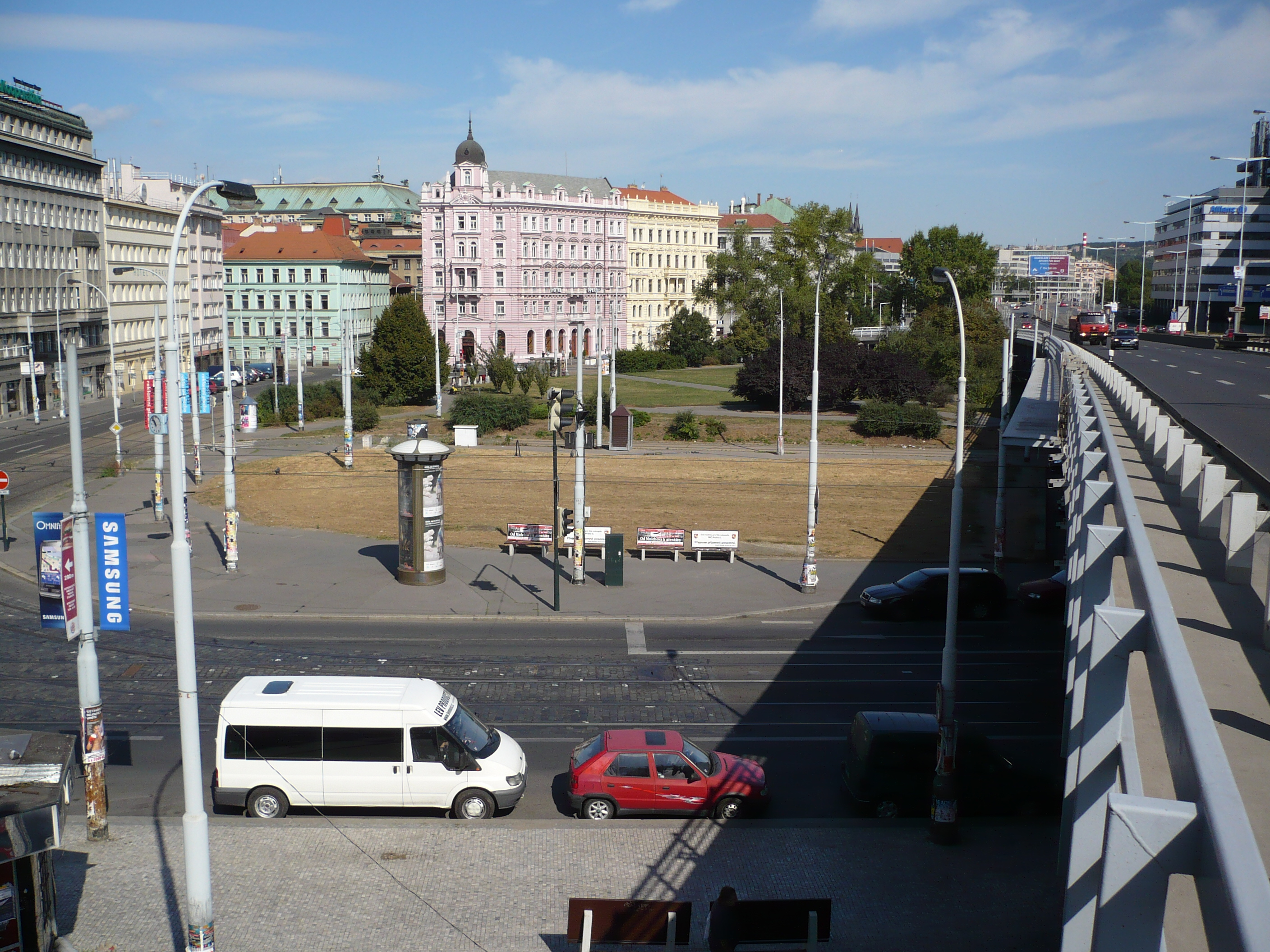
Na místě zbořené odjezdové haly se dnes nachází malý park

Nádraží sloužilo veřejnosti téměř sto roků. V 70. letech však idea vedení silničního průtahu středem města dostala přednost před železniční tratí. Severozápadní nároží budovy překáželo výstavbě Severojižní magistrály. Byly zpracovány studie na záchranu budovy jejím pootočením a následným využitím, např. pro městské muzeum, v praxi však nebyly uskutečněny. Jedním z důvodů byl i přímý tlak tehdejšího vedení Komunistické strany, v rámci něhož záměr totálního zbourání budovy intenzivně prosazoval například známý funkcionář Antonín Kapek.
1. července 1972 z nádraží odjel ve 23:40 poslední osobní vlak číslo 814 do Lysé nad Labem, přičemž všechny vlaky byly od 2. července t. r. výchozí ze stanice Praha-Vysočany (osobní doprava byla tedy zastavena i na stanici Praha-Libeň dolní nádraží a přilehlém traťovém úseku do Vysočan). Do února 1973 byla v provozu výtopna těšnovského nádraží, kam jezdily zbrojit parní lokomotivy nasazované na vlacích do Nymburka (výtopna byla zrušena po jejich nahrazení motorovými lokomotivami). Do nákladního obvodu byla doprava definitivně zastavena roku 1984, koleje byly následně sneseny.
Uzavřená výpravní budova poté postupně chátrala. Počátkem 70. let bylo z důvodů přeložky inženýrských sítí a zavedení tramvajové dopravy na Hlávkův most v souvislosti s výstavbou magistrály nejprve zbořeno severní křídlo budovy. Pro zbytek budovy však existovalo několik návrhů, jak budovu využít – buď jako další výstavní budova Muzea hlavního města Prahy, nebo jako archiv. Plán na výstavní budovu počítal s posunutím budovy tak, aby byla souběžná s magistrálou a obnovou severního křídla. V roce 1978, téměř na konci své existence, nádraží Těšnov pro své výtvarné hodnoty zapsáno do I. kategorie Státního seznamu nemovitých kulturních památek.
Marné však bylo usilování o záchranu a dostavbu budovy, o její využití pro muzeum či archiv. Nakonec bylo rozhodnuto o likvidaci objektu. Před definitivní demolicí byl objekt odstrojen, byly odmontovány předměty umělecké a architektonické výzdoby a přeneseny do depozitářů Muzea hlavního města Prahy. Následně bylo upuštěno od památkové ochrany budovy. 16. března 1985 byla budova odstřelena. V roce 1991 byla v kavárně Mánes založena Společnost pro znovupostavení Denisova nádraží v Praze, zatím však nemá žádných výsledků.

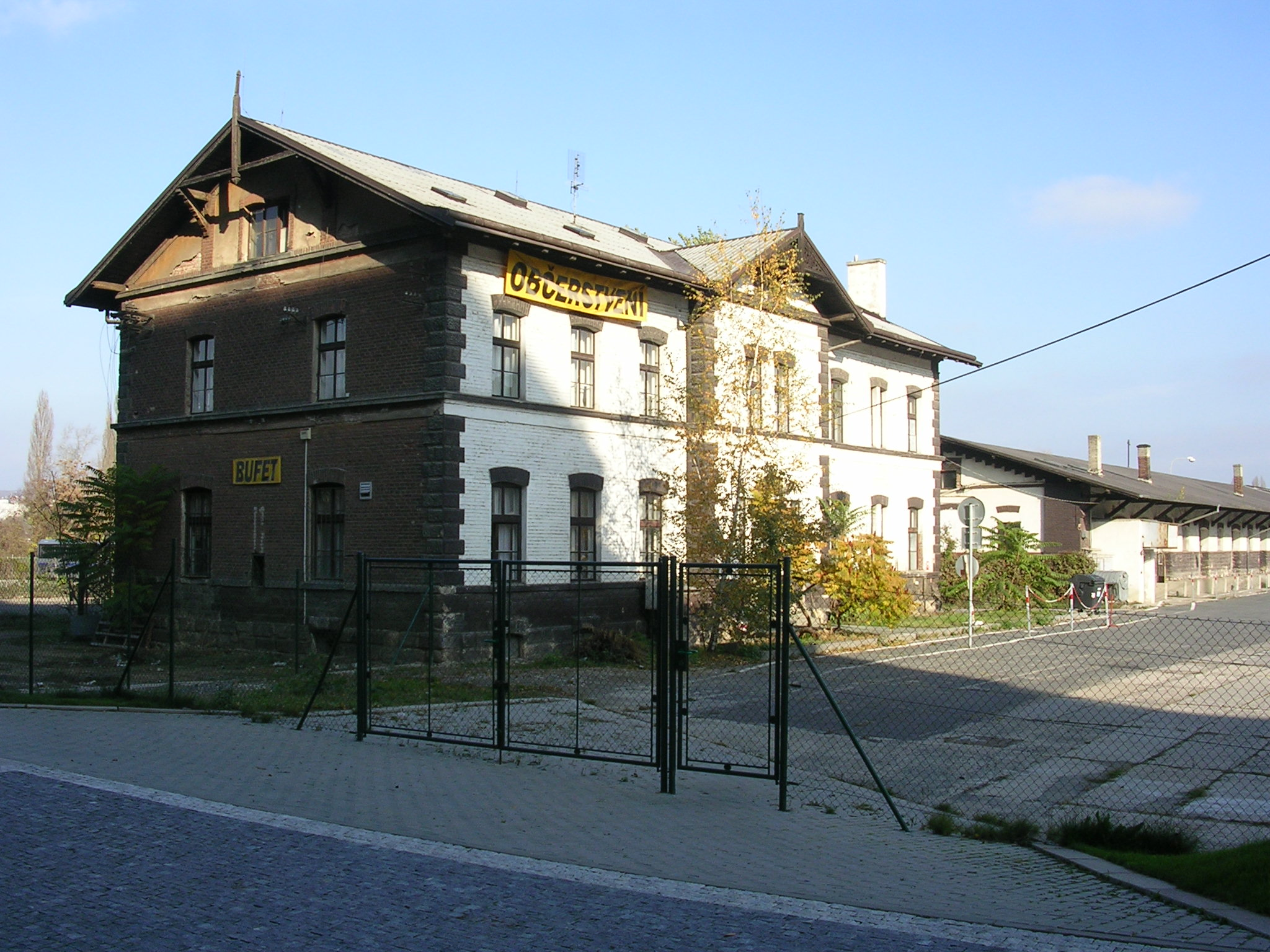
Budova bývalé celnice na Rohanském ostrově

Z nákladního obvodu stanice se dochoval komplex budov celnice (která sloužila též jako provizorní odbavovací budova pro cestující do zahájení provozu osobního obvodu) a skladiště, který se nachází na území pražské čtvrti Karlín v městské části Praha 8 na adrese Rohanský ostrov č. ev. 33 (nověji Rohanské nábřeží 642/35 a 672/13). Stavby prošly po roce 2000 opravou a počítá se s jejich další existencí v rostoucí zástavbě kancelářských a bytových budov na ploše Rohanského ostrova. Budova celnice slouží pro účely ubytovny náležející k ÚAN Florenc.